# Theodorus van Ruijven
Theodorus van Ruijven C.M. (Rijswijk, 22 mei 1938) is een Nederlands geestelijke van de Rooms-Katholieke Kerk en titulair bisschop van Uttima.

## Kerkelijke loopbaan
Van Ruijven trad op 2 september 1957 in bij de Lazaristen in Panningen en werd op 19 maart 1964 priester gewijd. Hierop vertrok hij naar Ethiopië waar hij tot 1986 als missionaris werkzaam was. In 1986 werd hij benoemd tot consultor van de Ethiopische provincie der Lazaristen. Van 1990 tot 1993 was hij rector van het kleinseminarie van Ambo. Van 1994 tot 1998 was hij bovendien werkzaam als apostolisch visitator. In 1998 werd hij apostolisch prefect van Jimma-Bonga. In 2008 werd hij apostolisch administrator van Nekemte. 
Op 23 juli 2009 werd Van Ruijven benoemd tot apostolisch vicaris van Nekemte en tot titulair bisschop van Uttima. Hij was na  Frans Janssen, Henricus Bomers en Leonardus Dobbelaar de vierde Nederlandse lazarist die deze functie in Ethiopië vervulde. Hij werd op 30 augustus 2009 tot bisschop gewijd door Berhaneyesus Souraphiel, aartsbisschop van Addis Abeba (Ethiopisch-katholieke Kerk).
Van Ruijven ging op 10 november 2013 met emeritaat en werd opgevolgd door de Ethiopiër Varghese Thottamkara C.M.